# Podúsek 2./X. Kunvald

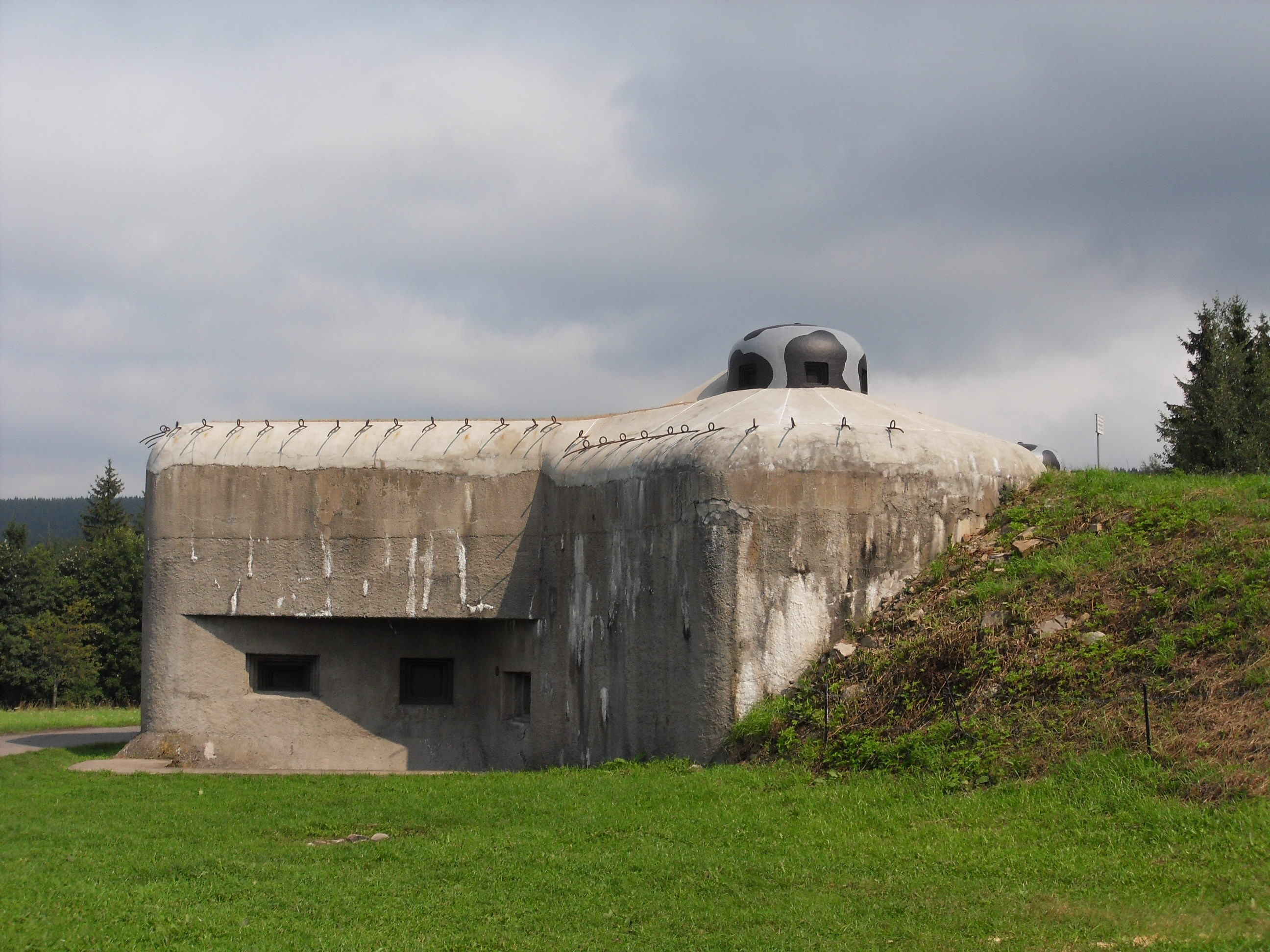
Pěchotní srub R-S 74 „Na holém“

Stavební podúsek 2./X. Kunvald vznikl při stavbě těžkých objektů československého opevnění v letech 1937–1938 ve východních Čechách poblíž Bartošovic v Orlických horách. Podúsek byl zadán ke stavbě pražské firmě Hlaváček & Müller dne 12. ledna 1937. Vyprojektováno a postaveno bylo celkem 10 pěchotních srubů, jež byly obsazeny II./19. a III./19. hraničářským praporem.

## Základní údaje
Ženijní skupinové velitelství X Rokytnice v Orlických horách zadalo stavbu podúseku 2./X. firmě Hlaváček & Müller, Praha XIV. dne 12. ledna 1937. Prvním pracovním dnem se stal 22. duben 1937 a výstavba všech 10 těžkých objektů měla trvat maximálně 200 dní, zadávací částka činila 5 522 910,80 Kč. Velitelem podúseku byl ustanoven kpt. žen. Ing. Adolf Benda, stavbyvedoucím se stal por. stav. Josef Bernát.
Střežení budovaných objektů zajišťoval strážní prapor I. z Rokytnice v Orlických horách pod velením mjr. pěch. Jana Prágra, který byl zřízen 15. června 1937 a zrušen 1. května 1938. Z jeho příslušníků byly následně vytvořeny II. a III. prapor hraničářského pluku 19. V září 1938 byl prostor podúseku Kunvald obsazen částí II. praporu (zatímní velitel škpt. pěch. František Cerman) hraničářského pluku 19 a částí III. praporu (velitel mjr. pěch. Jan Prágr) hraničářského pluku 19. Oba prapory byly podřízeny Hraniční oblasti 35.

## Průběh linie
Stavební firmě bylo zadáno 10 pěchotních srubů označených R-S 65 – R-S 74. Původně byl podúsek projektován Ženijním skupinovým velitelstvím III Králíky, dodatečně však bylo pro urychlení prací zřízeno samostatné ŽSV v Rokytnici, pod které připadly čtyři západní podúseky v Orlických horách.
Linie začíná srubem R-S 65 poblíž Předního vrchu, západně od silnice spojující Bartošovice v Orlických horách a Kunvald, kde navazuje na sousední podúsek 1./X. Zaječiny. Dále pokračuje Žamberskými lesy severozápadním směrem, přičemž některé objekty se nachází nedaleko červeně značené Jiráskovy cesty. Jižně od osad Panské Pole a Hanička se nachází srub R-S 72 „Nízká“, v němž je provozováno muzeum. Linie končí mezi oběma zmíněnými osadami u silnice z Rokytnice v Orlických horách do Bartošovic, kde se nachází památkově chráněný objekt R-S 74. Ten je jediným z celého podúseku, který stojí v otevřeném terénu, a také jediným, který disponuje původními pancéřovými zvony. Linie dále pokračuje podúsekem 3./X. Hanička.
Při prvotních návrzích linie v srpnu 1935 zvažovalo Ředitelství opevňovacích prací v prostoru pozdějšího podúseku Kunvald výstavbu dělostřelecké tvrze Bartošovice s bojovými objekty R-S 66 – R-S 69 a vchodovým objektem R-S 69a. V září toho roku ale byla schválena varianta linie s nedalekou tvrzí Hanička.

## Seznam objektů
Pozn.: Objekty jsou řazeny od východu na západ.
| Snímek           | Další snímky                                               | Označení | Název     | Odolnost | Datum betonáže               | Osazení zvonů              | Umístění                         | Poznámky         |
| ---------------- | ---------------------------------------------------------- | -------- | --------- | -------- | ---------------------------- | -------------------------- | -------------------------------- | ---------------- |
| R-S 65 Modřín    | Kategorie „R-S 65 Modřín casemate“ na Wikimedia Commons    | R-S 65   | Modřín    | 2        | 29. července – 2. srpna 1937 | 9. února 1938              | 50°9′24″ s. š., 16°31′37″ v. d.  |                  |
| R-S 66 Křivá     | Kategorie „R-S 66 Křivá casemate“ na Wikimedia Commons     | R-S 66   | Křivá     | 2        | 9.–11. srpna 1937            | 9. dubna 1938              | 50°9′34″ s. š., 16°31′26″ v. d.  |                  |
| R-S 67 Ohrada    | Kategorie „R-S 67 Ohrada casemate“ na Wikimedia Commons    | R-S 67   | Ohrada    | 2        | 18.–20. srpna 1937           | 5. dubna 1938              | 50°9′47″ s. š., 16°31′17″ v. d.  |                  |
| R-S 68 Smrk      | Kategorie „R-S 68 Smrk casemate“ na Wikimedia Commons      | R-S 68   | Smrk      | 2        | 30. srpna – 2. září 1937     | 1. dubna 1938              | 50°10′ s. š., 16°31′10″ v. d.    |                  |
| R-S 69 Kaplička  | Kategorie „R-S 69 Kaplička casemate“ na Wikimedia Commons  | R-S 69   | Kaplička  | 2        | 20.–24. října 1937           | 26. března 1938            | 50°10′12″ s. š., 16°31′9″ v. d.  |                  |
| R-S 70 Mýtina    | Kategorie „R-S 70 Mýtina casemate“ na Wikimedia Commons    | R-S 70   | Mýtina    | 2        | 29. září – 1. října 1937     | 20. března 1938            | 50°10′25″ s. š., 16°30′54″ v. d. |                  |
| R-S 71 Vysoká    | Kategorie „R-S 71 Vysoká casemate“ na Wikimedia Commons    | R-S 71   | Vysoká    | 2        | 8.–10. září 1937             | 15. března 1938            | 50°10′42″ s. š., 16°30′40″ v. d. |                  |
| R-S 72 Nízká     | Kategorie „R-S 72 Nízká casemate“ na Wikimedia Commons     | R-S 72   | Nízká     | 2        | 20.–23. září 1937            | 9. března 1938             | 50°10′49″ s. š., 16°30′36″ v. d. | muzeum           |
| R-S 73 Na okraji | Kategorie „R-S 73 Na okraji casemate“ na Wikimedia Commons | R-S 73   | Na okraji | II       | 9.–15. listopadu 1937        | 26. února – 3. března 1938 | 50°11′1″ s. š., 16°30′37″ v. d.  |                  |
| R-S 74 Na holém  | Kategorie „R-S 74 Na holém casemate“ na Wikimedia Commons  | R-S 74   | Na holém  | III      | 1.–9. prosince 1937          | 26. února – 3. března 1938 | 50°11′1″ s. š., 16°30′37″ v. d.  | kulturní památka |